# アドバンサー ティナ
『アドバンサー ティナ』は、1996年8月21日に発売されたアダルトアニメ、およびノベライズ。アダルトアニメレーベル・グリーンバニー第1弾のオリジナル作品で、未知の世界としての宇宙を舞台にした18禁のSF美少女アクション。

## 登場人物
ティナ・オーエン
本作のヒロイン。アドバンサー（先駆者）と呼ばれる、危険な惑星調査を生業としている金髪の女性。以前、自身が探査した惑星をとある事情により独断で破壊したことを罪に問われ、2000年の刑期に服していた。そんなとき、DUAからΩ-13の調査を依頼され、刑の取り消しと引き換えに依頼を引き受けることとなった。男勝りの勇敢な性格で、不良グループや化け物にも怯むことなく立ち向かう。悪人や乱暴者には容赦ないが、弱者や子どもには優しく、フリルを実の子のように可愛がっている。一方で、アキラに裸であることを指摘された際に赤面して恥じらうなど、ピュアな一面もある。子どもの頃、惑星ノアで暮らしていたかのような描写が存在するが、詳しいことは不明。また、14歳のときからアドバンサーになるまでの記憶がないという。シャワーを好む。
フリル
ティナが宇宙ステーションM-75で出会った少女。少年のような容姿をしているが、れっきとした少女である。宇宙難民の孤児で、物乞いなどをしながら過ごしていた。盗品市場での競りにおいて、ガルーダに競り勝ったティナに憧れ、彼女と行動を共にする。優しく接してくれるティナを母親のように慕っている。生まれつき超能力を持っており、相手の考えていることを読み取ることができる。実は地球人類とシャモア星人の混血であり、身体に異常を感じると、肌が青くなる、歯や爪が鋭くなる、目が大きくなり瞳孔が爬虫類のように縦長になるなど、シャモア星人の特徴が現れる。また、この状態になると好戦的になり、咬みつき攻撃などを行う。
アキラ・サトウ
不良に不意打ちを受けそうになったティナを助けた青年。彼女を助けた後、盗品市場に案内した。その後、フリルと一緒にいたティナと再会し、共にΩ-13に行くこととなった。ティナに気があり、彼女のピンチにはすぐに駆けつけるほど。勇敢かつクールな性格だが、どこかひょうきんな面もある。かつて他のアドバンサーと数回惑星調査に行った経験があるが、アドバンサー達は誰一人生きて戻ってこなかったという。オルテガというアドバンサーに家族を殺された過去を持っており、彼への復讐を誓っている。彼が宇宙ステーションM-75にいたのも、オルテガを追って来たためである。
ガルーダ
一流のアドバンサーで、宇宙ステーションM-75における親分的な存在の男。数人の愛人がいる。アキラは彼のことを「手段を選ばない男で信用してはいけない」と述べているが、自分が受けた借りはちゃんと返すなど、義理堅く男らしい一面がある。
ジョアンナ
ガルーダの愛人。彼のことを恋慕っている。ジェシカ、セシルと言う侍女がおり、二人から「お嬢様」と呼ばれている。
オルテガ
アドバンサーの一人。アキラの家族を殺した悪人で、彼にとっては家族の仇敵である。惑星Ω-13で行方不明になり、死亡したとされているが…。

## スタッフ
- 監督・絵コンテ - ふくもとかん
- 企画 - 渡辺龍夫、天地悠大
- プロデューサー - 鈴木真人、越中修、小林正典
- 脚本 - 天野亘
- キャラクターデザイン・作画監督 - 斎藤浩信
- メカニックデザイン - 寺岡賢治
- 演出 - 山崎茂
- 原画 - 斉藤浩信、細野明美、大城勉
- 美術監督 - 杉浦正一郎
- 色彩設定 - 虻川康之
- 仕上検査 - 虻川康之、韓媛景
- 特殊効果 - 前川孝
- 撮影監督 - 森口洋輔
- 音響監督 - 高桑
- 音楽 - アン・フー
- 音響制作 - 飯塚康一
- 音響効果 - 糸川幸良
- 録音 - 上村利秋
- スタジオ - アバコ・クリエイティブスタジオ
- 編集 - ファルコン、谷口肇
- タイトル - 四丁目ファクトリー
- 現像 - 東京現像所
- ビデオ編集 - スタジオ・ブレーン
- 宣伝 - 岩崎洋介
- 文芸 - 高木大輔
- 制作進行 - 横瀬雄介、門傅直人
- 制作担当 - 平井義通
- 制作協力 - シンデバン・フィルム
- 制作 - ダンディライオン
- 製作 - ビームエンタテインメント

## 関連商品
VHS
- 『アドバンサー ティナ』（ハピネット・ピクチャーズ、1996年8月21日発売） SHVA-1004
- 『アドバンサー ティナ』（グリーンバニー、1997年8月21日発売） SHVZ-1004

DVD
- 『アドバンサー ティナ』（グリーンバニー、1999年10月25日発売） GBBH-1147
- 『アドバンサー ティナ 復刻版』（ミュージアム、2014年4月4日発売） DGRB-10210

ライトノベル
- 『JoyMate13 アドバンサー ティナ』（ワコー出版、天野亘/著、1996年10月8日発売） ISBN 4948732540